# Małgorzata Duda-Kozera
Małgorzata Irena Duda-Kozera (ur. 29 sierpnia 1963) – polska aktorka teatralno-musicalowa oraz filmowa, wokalistka. Aktorka komedii, dramatu i musicalu.

## Życiorys
W 1989 ukończyła studia na PWST w Warszawie. Obecnie jest aktorką Teatru Nowego w Warszawie i Teatru Rampa. Związana także z teatrem muzycznym Studio Buffo. Wystąpiła w słynnym musicalu Janusza Józefowicza i Janusza Stokłosy – Metro. W musicalu Metro wystąpiła także na Broadwayu. Obecnie gra rolę „Niani” w musicalu Romeo i Julia w teatrze Studio Buffo.
Nauczyciel i reżyser teatrów młodzieżowych i warsztatów teatralnych. Przewodnicząca jury Ogólnopolskiego Konkursu Recytatorskiego.

## Filmografia
- 1989: Halo, jestem tutaj!
- 1990: W środku Europy
- 1997: Klan – matka Joasi, dziewczynki uczestniczącej w eliminacjach do zespołu dziecięcego „Arlekin”
- 2000: 13 posterunek 2
- 2000–2001: Adam i Ewa – sędzia Sądu Rejonowego
- 2000: Duża przerwa – matka
- 2000: Twarze i maski – aktorka szykująca się do występu wlokalu
- 2000: Plebania – szefowa restauracji „Meduza”
- 2001–2002: Marzenia do spełnienia – pielęgniarka oddziałowa
- 2002: Samo życie – Konopka, matka Rafała, sympatii Agaty Rowickiej
- 2002: Złotopolscy – listonoszka
- 2003: Na Wspólnej – salowa
- 2005: Boża podszewka II
- 2006: Królowie śródmieścia – Wanda, koleżanka Marty (odc. 3)
- 2009: Siostry – Irena Buźka (odc. 7)
- 2010: Pierwsza miłość – Janina
- 2012: Prawo Agaty – adwokat biura podróży (odc. 12)

Prowadzi grupę wokalno-teatralno-taneczną „Dudasquad” w szkółce przy Teatrze Studio Buffo.

### Dyskografia
- Płyta z muzyką do musicalu Romeo i Julia
- Płyta z muzyką do musicalu Metro
- Prezent (Gwiazdka 2009 Duda z Teatrem „Kadr”)
- Samotność (pop-rockowe interpretacje poezji Adama Mickiewicza, jedyna wersja śpiewanej Wielkiej Improwizacji)
- Prezent (Gwiazdka 2010)

### Single
- „Mercutio i Niania”
- piosenki z zespołem musicalu Metro

## Dubbing
- 2010: Scooby Doo: Abrakadabra-Doo – Alma Burczybuła
- 2007: Ben 10: Wyścig z czasem – Pani Dalton
- 2004–2006: Liga Sprawiedliwych bez granic – Amanda Waller
- 1999–2000: Dilbert
- 1998: Kirikou i czarownica
- 1995–2001: Mały Miś – Sowa
- 1993: Yabba Dabba Do!
- 1992: Kometa nad Doliną Muminków – Mimbla
- 1991: Hook
- 1990–1994:  Przygody Animków – Ptasia
- 1990–1991: Muminki – Mimbla
- 1987: Kacze opowieści (nowa wersja dubbingowa) jako Mamuśka Be
- 1985–1991: Gumisie – Kabi (oprócz odc. 27–36)
- 1982: Królik Bugs: 1001 króliczych opowiastek

## Nagrody i wyróżnienia
- 1988 – 3. miejsce IX Przeglądu Piosenki Aktorskiej
- 1988 – Grande Prix Festiwal Piosenki Francuskiej
- 1997 – 3. miejsce, nagroda publiczności i nagroda pozaregulaminowa XVIII Przeglądu Piosenki Aktorskiej